# Animismus (Psychologie)
Animismus bezeichnet nach Jean Piaget und Hans Zulliger in der Psychologie das Phänomen, bei dem Personen annehmen, dass unbelebte Dinge lebendig sind und ihnen menschliche Eigenschaften zuschreiben. Kinder vertreten diese Denkweise im sogenannten präoperationalen Stadium, das sich vom zweiten bis zum siebten Lebensjahr erstreckt. Für Rolf Oerter ist der Animismus ein Merkmal des kindlichen egozentrischen Denkens.

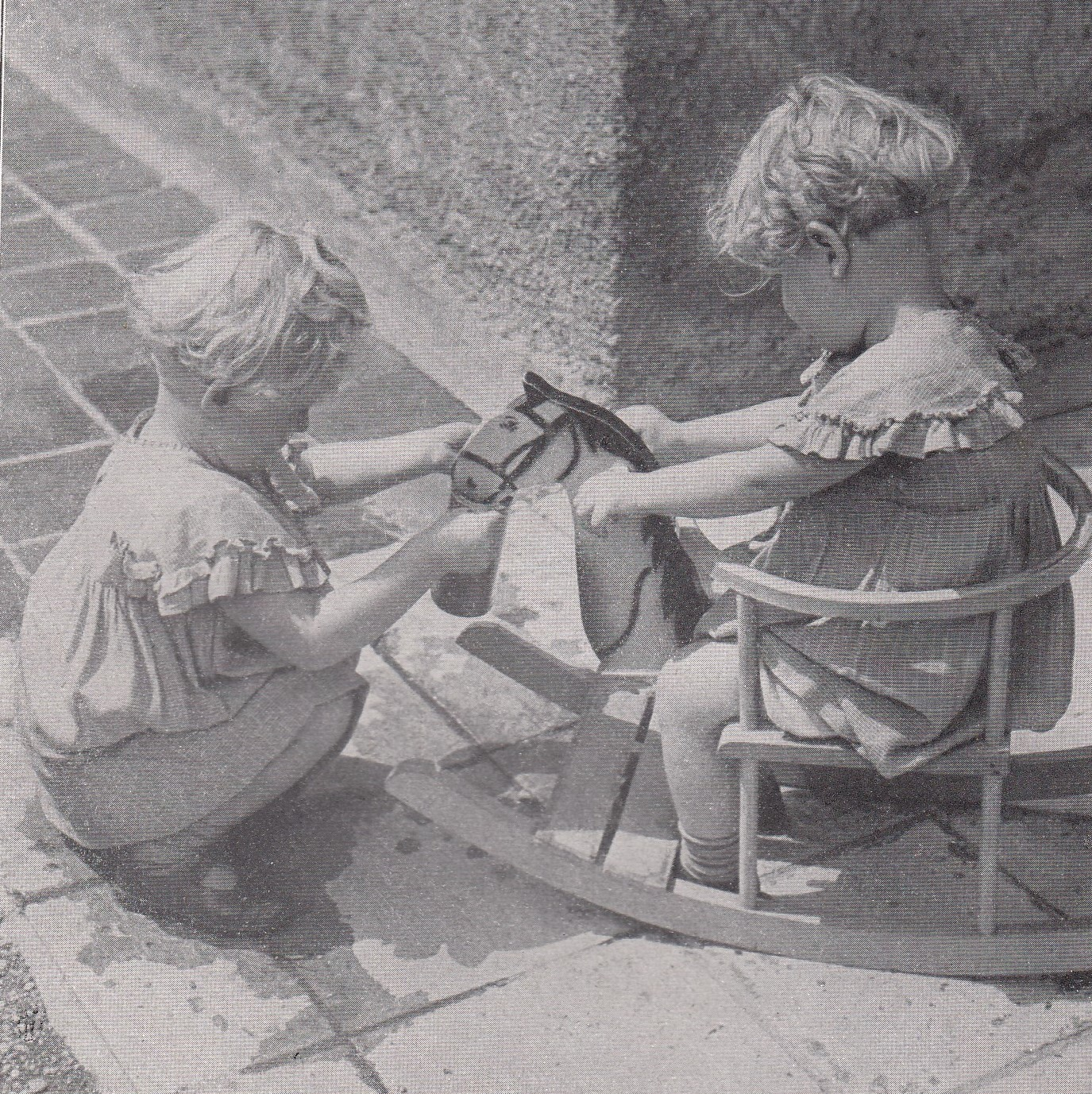
Fütterung des hungrigen Pferdes, archiviert im Ida-Seele-Archiv

In der Entwicklungspsychologie nach Jean Piaget ist Animismus ein Aspekt der Entwicklung der Intelligenz von der Geburt bis zum Erstspracherwerb. In seinem 1958 erschienenen Grundlagenwerk legt Piaget dar, dass die Entwicklung der Logik des Kindes bestimmten vorgegebenen Gesetzmäßigkeiten und Abläufen folgt. Seine Theorie des „genetischen Lernens“, die „struktur-genetische“ Theorie, beschäftigt sich mit der Erklärung der kognitiven Entwicklung von Kindern. Im Mittelpunkt steht dabei die Interaktion eines Kindes mit seiner Umwelt.
Die Erkenntnisse von Piaget beruhen in erster Linie auf den Beobachtungen seiner eigenen drei Kinder, bei denen er altersabhängig bestimmte (Denk-)Fehler feststellte. Er untersuchte den Aufbau der kindlichen Logik anhand eigener empirischer Beobachtungen natürlicher Verhaltensabläufe und entwickelte daraus eine erkenntnistheoretische Begründung, die einen Zusammenhang zwischen dem kindlichen Denken und seiner Entwicklungsphase herstellt. Jedes Individuum strebt gemäß Piaget nach einem Gleichgewicht zwischen Assimilation und Akkommodation. Unter Assimilation versteht man die Eingliederung neuer Erfahrungen oder Erlebnisse in ein bereits bestehendes Schema, während Akkommodation die Erweiterung bzw. Anpassung vorhandener kognitiver Strukturen (also von Schemata) an eine wahrgenommene Situation bedeutet, die mit den vorhandenen Schemata nicht bewältigt werden kann.
Für Hans Zulliger gehört der Animismus der „infantilen bzw. prälogischen Denkkategorie“ an. Dazu gehören ferner die „anthropomorphisierende und magische Denkeweise“. Der Erwachsene muss sich von seiner „abstrakt-theoretischen“ Denkart lösen, um das Wesentliche, den Kern des kindlichen Spiels verstehen zu können. Wie sich die infantile Denkweise äußert, beschreibt und analysiert Hans Zulliger eindrucksvoll in seiner epochalen Publikation „Heilende Kräfte im kindlichen Spiel“:
„Wir sehen ein Kind mit einem Holzscheit spielen. Es hat es in Lumpen gewickelt, es spricht mit ihm, es läßt sich – durch seinen eigenen Mund – vom Scheit mitteilen, was dieses will, möchte und denkt. Es hält Zwiesprache, reicht ihm Essen und Trinken, bettet es in eine Kartonschachtel als 'Wiege' usw. Und wir sagen lächelnd: 'Das Kind nimmt das Scheit für seine Puppe – es phantasiert das Holzstück in eine Puppe um und spielt mit ihr – und dies entspricht dem anthropomorphisierenden Denken nach Kinderart!' Wir irren. Das Scheit  ist nicht 'an Stelle' der Puppe, es ist nicht einmal nur 'die' Puppe: es ist das Kind des Kindes, und was es mit dem Scheit treibt, ist viel mehr als das, was uns Erwachsenen ein 'Spiel' bedeutet. Das mit dem Scheit spielende Kind hält das, was wir als sein 'Spielzeug' auffassen, für ein lebendiges Kind, das es pflegt. Nur dann, wenn wir dies begriffen haben, können wir uns in das 'spielende' Kind einfühlen und eindenken und verstehen, daß es um sein Scheit Tränen der bittersten Trauer weint, höchste Freuden und tiefstes Herzeleid empfinden kann“.